# كريستوف برنهارد
كريستوف برنهارد (بالألمانية: Christoph Bernhard)‏ هو عالم موسيقى وملحن ألماني، ولد في 1628 في كووبجك في بولندا، وتوفي في 14 نوفمبر 1692 في درسدن في ألمانيا.

## وصلات خارجية
- كريستوف برنهارد على موقع ميوزك برينز (الإنجليزية)
- كريستوف برنهارد على موقع ديسكوغز (الإنجليزية)